# Waldemar Lindgren
Waldemar Lindgren (Kalmar, Suécia, 14 de fevereiro de 1860 — Boston, 3 de novembro de  1939)  foi um engenheiro e geólogo sueco-estadunidense.
Estudou engenharia de minas na Universidade Técnica de Freiberg, Alemanha, entre 1878 e 1882.
Em 1884, como engenheiro de minas, trabalhou no Serviço Geológico dos Estados Unidos, inspecionando depósitos de minérios existentes nas Montanhas Rochosas. Em 1905 fundou um jornal de geologia econômica e, em 1912, assumiu o Departamento de Geologia do Instituto de Tecnologia de Massachusetts.
Foi laureado com a Medalha de Ouro Penrose em 1928 pela Society of Economic Geologists, com a Medalha Penrose em 1933 pela Geological Society of America - GSA, e com a Medalha Wollaston em 1937 pela Geological Society of London.